# D-blokken
D-blokken (d for 'diffus'), et af det periodiske systems blokke, udgøres af grupperne 3 til 12, det vil sige overgangsmetallerne. Fælles for disse grundstoffer er at de elektroner der har den højeste energi i grundtilstanden, befinder sig i d-orbitaler i den tredjeyderste skal. En orbital kan højst indeholde to elektroner, og da en elektronskal (bortset fra K- og L-skallerne) maksimalt kan have fem d-orbitaler findes der præcis ti d-bloksgrundstoffer i hver periode, fraset 1. til og med 3. periode.